# Rajko Grlić
Rajko Grlić (Zagreb, 2 de septiembre de 1947) es un director, productor y guionista croata. Es profesor del teoría del cine en la Universidad de Ohio y director artístico en el Festival de Cine de Motovun en Motovun, Croacia.

## Biografía
Rajko Grlić nació en Zagreb, en la antigua Yugoslavia. Su padre era Danko Grlić, famoso filósofo croata. Se graduó en la Escuela de cine de la Academy of Performing Arts in Prague (FAMU) al mismo tiempo que el director serbio Emir Kusturica. Durante la Guerra de los Balcanes, Grlić emigró a Estados Unidos.
En 2017, Grlić firmó la Declaración sobre la lengua común de croatas, serbios, bosnios y montnegrinos.

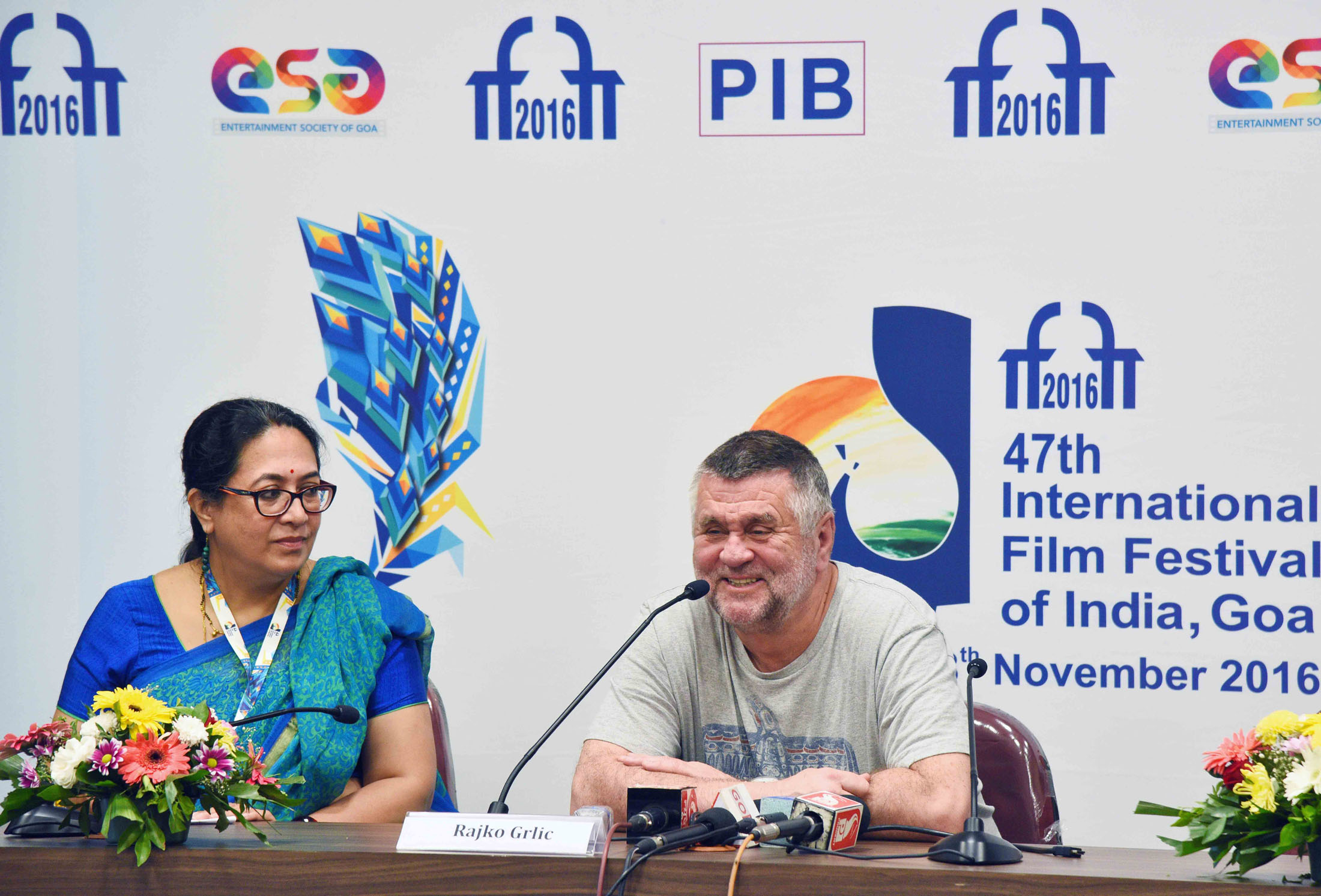
Rajko Grlić (derecha), en la IFFI (2016)

## Filmografía

### Como director
- Whichever Way the Ball Bounces (Kud puklo da puklo, 1974)
- Bravo maestro (1978)
- The Melody Haunts My Memory (Samo jednom se ljubi, 1981)
- In the Jaws of Life (U raljama života, 1984)
- Tres son multitud (Za sreću je potrebno troje, 1985)
- That Summer of White Roses (Đavolji raj, 1989)
- Charuga (Čaruga, 1991)
- Josephine (2002)
- The Border Post (Karaula, 2006)
- Sólo entre nosotros (Neka ostane među nama, 2010)
- The Constitution (Ustav Republike Hrvatske, 2016)

### Como productor
- Whichever Way the Ball Bounces (Kud puklo da puklo, 1974)
- In the Jaws of Life (U raljama života, 1984)
- Three for Happiness (Za sreću je potrebno troje, 1985)
- That Summer of White Roses (Đavolji raj, 1989)
- Čaruga (1991)
- Who Wants to be a President (2001)
- Happy Kid (Sretno dijete) (2004)